# Дан Пэлтинишану (стадион)
«Дан Пэлтинишану» (рум. Stadionul Dan Păltinişanu) — крупнейший в Румынии многофункциональный стадион, рассчитанный на 32 972 места, расположен в городе Тимишоара, на западе Румынии. В данный момент используется в основном для проведения футбольных матчей. С момента открытия и до расформирования в 2012 году был домашней ареной футбольного клуба «Тимишоара». Назван в честь Дана Пэлтинишану (1951—1995) — защитника, выступавшего за «Тимишоару» на протяжении десяти лет. С 2012 года является домашней ареной для футбольного клуба «Поли (Тимишоара)».

## Концерты
- 10 августа 1984 — состоялся концерт Лепы Брены, который собрал аудиторию более чем 65000 человек[источник не указан 4575 дней]
- 17 июля 2006 — состоялся концерт Шакиры, перед 23000 зрителей.